# Niederhofer Wald
Der Niederhofer Wald liegt an der südlichen Stadtgrenze Dortmunds. Er ist an einem Nordhang des Ardeygebirges in einer Höhe von 110 m bis 210 m über NN gelegen.

## Örtliche Gegebenheiten
Das Waldgebiet hat eine Größe von 168 Hektar und liegt inmitten mehrerer Stadtteile. Deren Wohnbebauung im Bereich Benninghofen und Loh reicht direkt an den Wald heran. Das übrige Umfeld besteht aus Äckern, Grünland sowie Straßen. Im Norden grenzt Wellinghofen, im Westen Wichlinghofen, im Süden Höchsten und im Osten Benninghofen und Loh an das ausgedehnte zum Teil naturnahe Waldgebiet.
Geographisch gehört der Niederhofer Wald zum Naturraum Nieder-Sauerland. Das Gebiet besteht aus naturnahem Buchenwald, Laub-, Kiefern- und Lärchenforsten. Der Boden ist sauer und nährstoffarm. 
Die Bachsiepen und deren Quellfluren sind überwiegend naturnah. Entlang der Bäche findet sich der Buchen-, Erlen-, Eschenwald mit größerer Artenvielfalt als in den meist artenarmen Wald- und Forstflächen. Das gesamte Waldgebiet weist eine Altersklassenstruktur auf, wobei die verschiedenen Altersklassen meist flächig auftreten. Es handelt sich um Flächen, die nach erfolgtem Einschlag wieder aufgeforstet wurden oder zu Beginn der 70er Jahre aus Ackerland oder Grünland neu aufgeforstet wurden. Kernstück des Waldes sind über 180 Jahre alte Buchenbestände, die Hallenwälder bilden. Im östlichen Bereich dieser alten Bestände befindet sich die Stechpalme (Ilex aquifolium) im Unterstand, die unter Naturschutz steht und sich hier im Randgebiet ihrer natürlichen Ausbreitung nach Osten befindet.

## Geschichte
Das Niederhofener Holz – so der alte Name – gehörte dem an seinem Nordrand gelegenen Gut Niederhofen, einem Rittersitz aus dem 13. Jahrhundert. Es dient heute als Kinderheim. Das gut erhaltene Torhaus mit seiner barocken Haube und zwei Flügeltüren aus dem Jahre 1748 ist ein Baudenkmal.
Im Zweiten Weltkrieg befand sich inmitten des Waldes ein Munitionslager, das nach Kriegsende gesprengt wurde. Die etwa 20 Ruinen der Bunker sind heute noch zu sehen und teilweise zugewachsen. Die Verbreitung der Splitter hatte zur Folge, dass die meisten Bäume im Bereich des Niederhofer Waldes splitterverseucht sind. Eine Holznutzung wird sehr erschwert und das Holz erzielt auf dem Markt lediglich die Preise für Splitterholz, die weit unter denen für einwandfreies Holz liegen. Eine Holzverwertung für diese Bereiche ist nicht wirtschaftlich. Auch aus diesem Grund konnte sich der Niederhofer Wald teils naturnah entwickeln.
Koordinaten: 51° 27′ 27,4″ N, 7° 30′ 29″ O